# 14972 Olihainaut
14972 Olihainaut è un asteroide della fascia principale. Scoperto nel 1997, presenta un'orbita caratterizzata da un semiasse maggiore pari a 2,4489899 UA e da un'eccentricità di 0,1940867, inclinata di 3,49794° rispetto all'eclittica.